# Arthur Aguiar
Arthur Queiroga Bandeira de Aguiar, mais conhecido como Arthur Aguiar (Rio de Janeiro, 3 de março de 1989), é um ex-ator, ex-cantor, compositor e empresário brasileiro.
Iniciou sua carreira nos esportes, durante menos de dez anos da sua vida dedicou-se à natação. Foi federado e treinado pelo Botafogo, onde conquistou títulos em diversos campeonatos e ganhou medalhas até os seus 19 anos, quando foi encontrado por um diretor que precisava de um ator com o seu perfil para sua peça. Assim, começou a traçar seus passos no mundo do teatro, surpreendendo toda a família e quem acreditava no seu potencial como atleta. Como nas piscinas, Arthur Aguiar dedicou-se ao teatro e à televisão e foi se destacando pelo seu talento. Seu primeiro trabalho notório foi na peça Os Melhores Anos de Nossas Vidas, de Domingos de Oliveira e direção de Bia Oliveira, entre 2009 e 2010, interpretando Arthur.
Na televisão, teve seu nome reconhecido nacionalmente ao ser um dos protagonistas da versão brasileira da telenovela Rebelde, dando vida ao personagem Diego Maldonado, em 2011, onde também integrou a banda Rebeldes. Ao lado dos cinco integrantes do grupo, gravou dois álbuns de estúdio, Rebeldes, em 2011, que recebeu disco de ouro e disco de platina, além de Meu Jeito, Seu Jeito em 2012. No mesmo ano lançaram mais um álbum, ganhando um disco de ouro e também um DVD, alcançando um segundo DVD de platina. Os dois últimos foram gravados em um show e receberam o nome de Rebeldes: Ao Vivo.
No ano de 2012, formou a banda F.U.S.C.A. (Fazendo Um Som Com Amigos) em parceria com os cantores Guga Sabatiê e Taty Cirelli e o músico Digão Lopes. O grupo com uma vertente Pop e composições próprias, lançou seu primeiro disco em 2013, que levou o nome do primeiro single da banda, "Pra Todo Mundo Ouvir".
Em 2013, Aguiar foi co-protagonista de uma moderna adaptação da novela Dona Xepa, produzida pela RecordTV: seu personagem, o estudante Édison, é filho de Xepa e passou por conflitos como a aceitação de sua família e o lugar de onde vive, escondendo esse fato de todos em sua faculdade, temendo os obstáculos que pudesse enfrentar ao revelar sua origem humilde.
Ainda em 2013, agora contratado pela TV Globo, Arthur retornou à emissora na novela Em Família, com autoria de Manoel Carlos e direção de Jayme Monjardim. Arthur interpretou o personagem Virgílio na 1ª fase da novela, que fora vivido por Nando Rodrigues na 2ª e por Humberto Martins na 3ª. A trama estreou em fevereiro de 2014. Em 2014 e 2015, Arthur integrou no elenco da 22ª temporada da novela Malhação, onde interpretou o protagonista Duca. Entre 2016 e 2018 Arthur participou de Êta Mundo Bom e O Outro Lado do Paraíso, ambas produções de Walcyr Carrasco. Em 2022, Aguiar foi consagrado o campeão da vigésima segunda temporada do reality show Big Brother Brasil, após 100 dias de confinamento. Após o BBB, passou a se dedicar aos trabalhos pela internet e em 2024 anunciou sua saída do campo da atuação e da música, passando a focar no empreendedorismo.

## Início de vida
Arthur Aguiar nasceu em 3 de março de 1989 no Rio de Janeiro. Atualmente vive no Rio de Janeiro (a cidade natal dele) ao lado da mãe, a professora de educação física e natação Kátia Aguiar, e do irmão mais novo Lucas Queiroga.

## Carreira

### 2008–12: Natação e início da carreira de ator

#### Natação
Influenciado (provavelmente) pela mãe, Arthur começou a nadar na infância e logo foi se destacando. Pelo Clube BFR/RJ (Botafogo de Futebol e Regatas) foi federado e treinado por quase dez anos, obtendo várias conquistas. Foi campeão estadual, sendo recordista da categoria; em 2001 alcançou o 2° lugar nos 400 metros nado livre, com o tempo de 04′51"83; em 2002, o 14° lugar (de 50 posições) nos 100 metros do nado borboleta, com 01′10″57. Além das boas colocações no Ranking Brasileiro Junior I de piscina longa da CBDA (Confederação Brasileira de Desportos Aquáticos), por exemplo, no ano de 2006 ocupou o 4° lugar (de 25 posições) nos 200 metros do nado borboleta, com o tempo  02'11"51. No mesmo ano, no Troféu Júlio Delamare, foi 12° lugar nos 100 metros do nado borboleta, com o tempo de 00'58"75. Posteriormente foi vice-campeão brasileiro júnior nos 200 metros nado borboleta e dono de diversas medalhas e títulos.

#### Início da carreira de ator
Mesmo sendo atleta, não negava seu gosto pelas artes; aos 14 anos aprendeu a tocar violão sozinho, pois tinha uma grande paixão pela música.
No decorrer da sua carreira, fez cursos a fim de aprimorar seus talentos. Dentre eles, cursos de teatro e interpretação como no CN Artes com Cininha de Paula (2008), no Espaço Cultural Felipe Martins (2008) e com o grupo Nós Do Morro (2009); aulas de canto com Maíra Lautert (2010); Oficina de preparação Rebelde, na RecordTV, com Roberto Bomtempo (2010), onde passou por uma maratona de aulas de interpretação, expressão corporal e canto.
Quando voltava de um de seus treinos da natação, Arthur foi encontrado por um diretor que precisava de um ator com aquele perfil, e a partir dali, o nadador deixou as piscinas de lado para se dedicar ao teatro. Tudo começou em 2008, com as peças Caminhando Pelo Passado, com texto e direção de Moisés Bittencourt, onde interpretava Gaspar. Logo após atuou no musical Segredos De Um Show Bar, fazendo o Cafetão e o Cartola, e no mesmo ano ainda atuou na peça A Pena e a Lei, de Ariano Suassuna, dando vida ao Benedito e ao Pedro.
Em 2009, prosseguindo no teatro, fez o musical Um Rio Chamado Machado, uma adaptação de contos de Machado de Assis por Carlos Eduardo Caetano e Rômulo Rodrigues, como Inácio (no conto Uns Braços) e o Irmão do enfermeiro (no conto O Enfermeiro). Fez ainda a peça infantil Princesas no Faz de Conta, com Direção de Alessandro Dovalle, vivendo o bruxo Malvino. No final de 2009 a meados de 2010, foi um dos protagonistas de Os Melhores Anos de Nossas Vidas, de Domingos Oliveira, interpretando um personagem que levava o seu nome, Arthur. Ainda no ano de 2009, Aguiar estreia na TV fazendo uma participação especial na telenovela Malhação, com direção de Luis Henrique Dias e Luis Antonio Pilar, representando um grafiteiro. Na temporada seguinte da novela teen, denominada Malhação ID,  interpretou um aluno do 3° ano, desta vez comandada por Mário Márcio Bandarra. No mesmo ano, participou também da novela Cama de Gato com autoria de Duca Rachid e Thelma Guedes, onde fez parte do elenco de apoio, como Lucas. Logo depois veio mais uma participação especial, dessa vez no programa humorístico Zorra Total, no quadro do Pacheco (Nelson Freitas) em novembro de 2009, sendo o Pedrinho. No cinema, seu primeiro trabalho foi em uma pequena participação no longa metragem High School Musical: O Desafio, cuja direção foi de César Rodrigues e a produção da  Walt Disney Studios Motion Pictures Brasil.
No ano seguinte, na novela Tempos Modernos, de Bosco Brasil, foi um aluno do conservatório. Em seguida, foi integrante da série Bicicleta e Melancia (Multishow) escrita por Rodrigo Nogueira, dando vida ao Estevão. No cinema, foi o cadete do filme Ponto Final (adaptação do texto Tudo Passageiro de Francisco Azevedo) com direção de Marcelo Taranto.

### 2011–13: Reconhecimento comRebelde
2011 foi o ano em que se consolidou a carreira de Arthur Aguiar, marcando-o como ator e cantor num só papel, com o personagem Diego, na novela Rebelde e na banda Rebeldes. Ainda em março de 2010, Arthur começa a bateria de testes de voz, atuação, dança e outros, para enfim conquistar o Diego e ser um dos protagonistas da trama. A seleção dos seis protagonistas durou quatro meses e teve cerca de 600 candidatos. A novela, exibida de 21 de março de 2011 a 12 de outubro de 2012 em duas temporadas (totalizando 410 capítulos), contava a típica história do cotidiano de jovens que viviam numa escola em regime de semi-internato e enfrentavam dramas típicos de suas idades, além dos temas que a trama ocasionou ao longo da novela, como alcoolismo (problema enfrentado por Diego no início, personagem do Arthur na trama), bullying, distúrbios alimentares, problemas familiares, dentre outros; escrita por Margareth Boury e dirigida por Ivan Zettel, é inspirada na telenovela mexicana homônima de Pedro Damián, que fez a adaptação da telenovela Argentina, Rebelde Way para a Televisa no México.

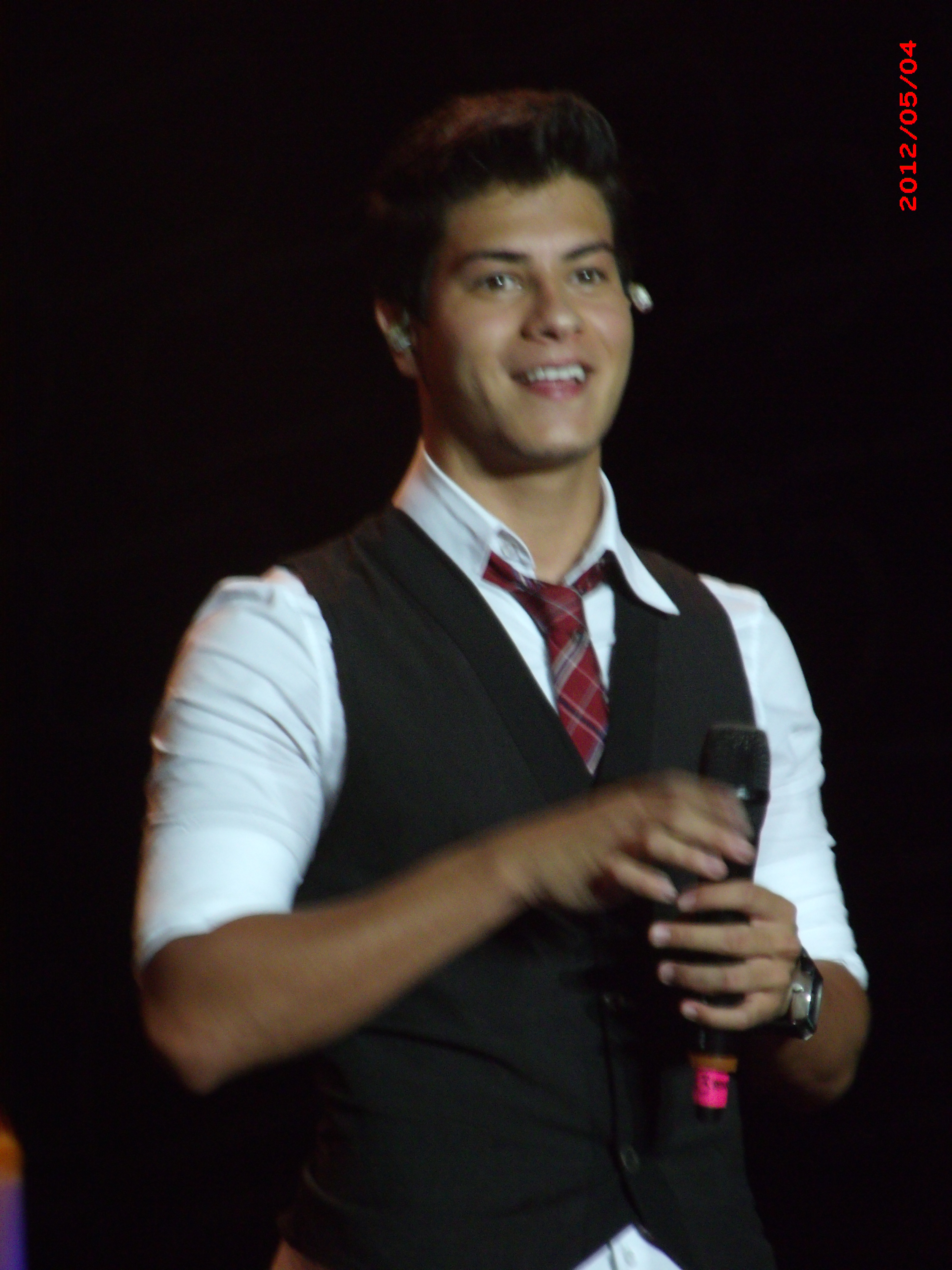
Arthur Aguiar durante show da banda Rebeldes.

Ao lado de Chay Suede, Lua Blanco, Mel Fronckowiak, Micael Borges e Sophia Abrahão, deu o pontapé inicial na banda Rebeldes (que surgiu junto à novela, e ganharam todo o país com cerca de 90 shows ao longo de três anos), com a primeira Turnê Rebelde, que se iniciou no dia 30 de outubro de 2011 e finalizou em 30 de janeiro de 2012. Nela, Arthur fez inclusive o cover da música "Toda Forma de Amor" (Lulu Santos), que no final, contabilizaram cerca de 90 mil espectadores ao longo de nove shows. Em seguida veio a Turnê Nada Pode Nos Parar, que foi de 30 de janeiro de 2012 a 18 de agosto do mesmo ano, também percorrendo todo o país. Nessa etapa os seis chegaram a fazer dez dias de shows seguidos, pelo nordeste. Depois lançaram a Turnê Asepxia, durando cerca de 1 mês (de 25 de agosto a 23 de setembro de 2012). E por último, a Turnê Rebeldes Para Sempre, que teve início em 30 de setembro de 2012, onde Arthur, Chay, Lua, Mel, Micael e Sophia, fizeram shows de despedida em algumas cidades por onde já haviam passado.
O encerramento oficial da banda foi em Belo Horizonte, dia 4 de maio de 2013, show cercado de muita emoção, e que marcou o fim de uma história de muito sucesso e conquistas, fechando o ciclo Rebelde. Ao longo da história da banda, foram lançados CDs e DVD. No dia 23 de setembro de 2011, foi lançado o primeiro álbum da banda Rebeldes, o Rebeldes, que vendeu cerca de 120 mil cópias e ganhou disco de ouro e disco de platina. Para a divulgação do mesmo, foi lançado o videoclipe do single "Do Jeito que eu Sou", em dezembro do mesmo ano.
No começo de 2012, os seis protagonistas da novela embarcaram para Buenos Aires, na Argentina, onde gravaram comerciais para produtos especializados no combate às espinhas, que somente meses depois se descobriria que era o Asepxia e os mesmos foram veiculados na mídia (que inclusive, foi patrocinadora oficial e levou o nome de uma das turnês da banda). No dia 11 de abril do mesmo ano, foi lançado o primeiro álbum ao vivo e DVD do grupo, o Rebeldes Ao Vivo. O CD e o DVD foram extraídos de um show na cidade de São Paulo, ganhando o disco de ouro, pelas 40 mil cópias vendidas e DVD de platina equivalente a 50 mil cópias, respectivamente, e juntos renderam 140 mil cópias. Junto ao DVD foi lançado um videoclipe da música, até então inédita, "Nada Pode Nos Parar", e posteriormente, no mês de junho a música "Depois da Chuva" (uma das canções que Arthur interpretava) também se transformaria em mais um single e videoclipe, contendo cenas dos bastidores e do show da banda. Já no dia 9 de dezembro de 2012, foi lançado o segundo álbum em estúdio ao lado dos Rebeldes, o Meu Jeito, Seu Jeito, com uma tiragem inicial de 20 mil cópias.
Logo após o término de Rebelde, o ator foi convidado para estrelar dois dos diversos especiais de fim de ano que a RecordTV produziu, o telefilme A Tragédia da Rua Das Flores, baseada no romance homônimo de Eça de Queirós, uma produção da Academia de Filmes. Arthur viveu o jovem Victor, que na trama se apaixona por uma mulher mais velha (que ao longo da história descobrira ser sua mãe), que resultou em um amor fatal e suas trágicas consequências, sendo retratado nos tempos atuais. O telefilme contou ainda com a presença de atores consagrados, como Daniela Galli e Jonas Bloch, que foram sua mãe e seu tio, consecutivamente. Fazendo uma retrospectiva do grande sucesso que foi Rebelde, Arthur participou de um documentário, também produzido para a programação de fim de ano da RecordTV, o Rebeldes Para Sempre, onde mostraram os bastidores da novela e da banda durante os dois anos que ficaram no ar.
O artista, desde que descobriu sua veia artística, sempre se sentiu mais a vontade atuando, mas ao longo da sua carreira, a música foi tomando espaço e importância em sua vida. Dessa vez, trabalhando somente com a música, embarcou em um projeto com o cantor e ator Guga Sabetiê, a cantora Taty Cirelli e o músico Digão Lopes, intitulado como Um Fusca Um Violão. O projeto inicial era de viajar o Brasil afora em um Fusca, levando sua música de maneira mais intimista a diversos lugares, e assim, registrando e documentando cada um deles. A parte musical do projeto ganhou forças, a banda (com uma ideia vinda de Arthur) pensou em unir suas carreiras, suas vertentes musicais, e a experiência dos quatro integrantes para formarem a banda F.U.S.S.C.A., cujo significado é Fazendo Um Som Só Com Amigos. Suas músicas são autorais e tem estilo próprio, mesclam Pop e MPB. No dia 5 de novembro de 2012 deram início à divulgação do projeto, lançando o primeiro single, "Pra Todo Mundo Ouvir", que chegou a quase 30 mil visualizações nas primeiras 11 horas, no canal oficial do grupo, e hoje chega a quase 500 mil visualizações no Youtube. Daí por diante foram lançadas diversas músicas do CD, sempre disponibilizadas no canal da banda no Youtube, como forma de familiarizá-las junto aos seus admiradores.
O início de 2013 foi marcado com a gravação do primeiro CD da banda, o "Pra Todo Mundo Ouvir".  O primeiro single do grupo foi a faixa que deu origem ao nome do CD, e com o sucesso do mesmo, no dia 27 de abril de 2013, o F.U.S.S.C.A. fez o primeiro show da sua turnê (também homônima do CD) em Campina Grande/PB. O repertório dos shows é composto pelas onze músicas do CD e mais onze releituras de grande sucessos, como "Pequena Eva" (Banda Eva), "Fico Assim Sem Você" (Claudinho e Buchecha), "Não Precisa Mudar" (Ivete Sangalo), dentre outras; dando a essas músicas versões conforme o estilo da banda. A turnê se estendeu para cidades como Belo Horizonte, João Pessoa, Natal, Recife e outras, obtendo sucesso e boa repercussão por onde passaram. Arthur também realizou tardes de autógrafos em Campina Grande e João Pessoa, mais uma vez, como forma de integração da banda com os que o admiram.
Voltando para a TV, Arthur foi escalado para a novela Dona Xepa de Gustavo Reiz e direção de Ivan Zettel, é adaptada da peça teatral homônima criada por Pedro Bloch que inspirou a primeira versão brasileira escrita por Gilberto Braga, sendo esta a terceira adaptação da obra para a televisão. Aguiar foi um dos coprotagonistas da trama, interpretando o estudante de Arquitetura e Urbanismo Édison, que esconde sua verdadeira origem e a sua família, por medo que esse fato lhe prejudique diante dos colegas ricos e dos professores da faculdade. A novela ficou no ar de 21 de maio a 24 de setembro de 2013, tendo sua história desenrolada por 96 capítulos.
Ainda no ano de 2013, marcando o seu retorno ao cinema, dessa vez estreando como dublador, Arthur emprestou sua voz e interpretação ao pequeno Antônio Perez, no filme Meu Malvado Favorito 2.
No dia 28 de agosto do mesmo ano, em São Paulo, a banda F.U.S.S.C.A. foi uma das atrações nacionais do Z Festival, um importante festival de música destinado ao público jovem do país, e onde nomes como Demi Lovato e Justin Bieber já se apresentaram.  No dia 1° de setembro, o grupo subiu ao palco e cantou mais uma vez os seus sucessos no mesmo festival, porém, desta vez na cidade do Rio de Janeiro. A banda chegou ao fim em setembro de 2013, onde os integrantes preferiram por seguir individualmente, priorizando o momento de cada um em suas carreiras e atuais trabalhos.
No mês de dezembro, Aguiar voltou ao teatro com participações especiais no Musical Tudo Por Um Pop Star, nas cidades de Rezende, Vitória, Curitiba e Brasília. Baseada no livro homônimo da escritora Thalita Rebouças, com adaptação de Gustavo Reiz, dirigida por Pedro Vasconcelos e com direção musical de Jules Vandystadt, a peça retrata a aventura de três amigas do interior que viajam para capital com o objetivo de assistir ao show dos seus maiores ídolos. Aguiar subiu ao palco para cantar com o elenco, interpretando as músicas "I'm Yours" de Jason Mraz, e ainda "A Flor", "Amor Ou Engano" e "Rio de Janeiro", de sua autoria.

### 2014–21: Retorno a TV Globo e carreira solo
Terminado seu trabalho em Dona Xepa, Arthur também encerrou seu contrato de três anos com a RecordTV, onde foi reconhecido nacionalmente. Um mês depois, em setembro de 2013, retornou para a emissora onde sua carreira na TV começou, fechando contrato com a TV Globo. Lá participou de testes de elenco para uma novela no horário das 19 horas, porém, por opção do canal o ator foi escalado para uma novela no horário nobre, que teve estreia no dia 3 de fevereiro de 2014. Em Família é a trama escrita por Manoel Carlos e com direção de Jayme Monjardim, onde Arthur viveu Virgílio em sua primeira fase, um jovem que numa segunda etapa foi vivido pelo ator Nando Rodrigues, e em seu ápice foi vivido por Humberto Martins. Também participam da novela artistas consagrados como Julia Lemmertz, Gabriel Braga Nunes, Bruna Marquezine, dentre outros. As gravações do núcleo em que Arthur participou foram iniciadas em Goiás, na cidade de Pirenópolis, e também no Rio de Janeiro. Com a repercussão da novela, Arthur foi a programas como o Encontro com Fátima Bernardes (onde posteriormente teve outras participações), na TV Globo, e a noites de autógrafos, com outros atores da novela, para falar sobre a trama, os personagens que viveram, e uma aproximação maior com os admiradores da história. Já no início de 2014, além da estreia na novela, Arthur fechou contrato com uma das empresas da cantora Claudia Leitte, 2Ts, para representá-lo no mundo musical. Começou a gravar seu primeiro EP solo, ainda sem previsão de lançamento devido sua dedicação à atuação.

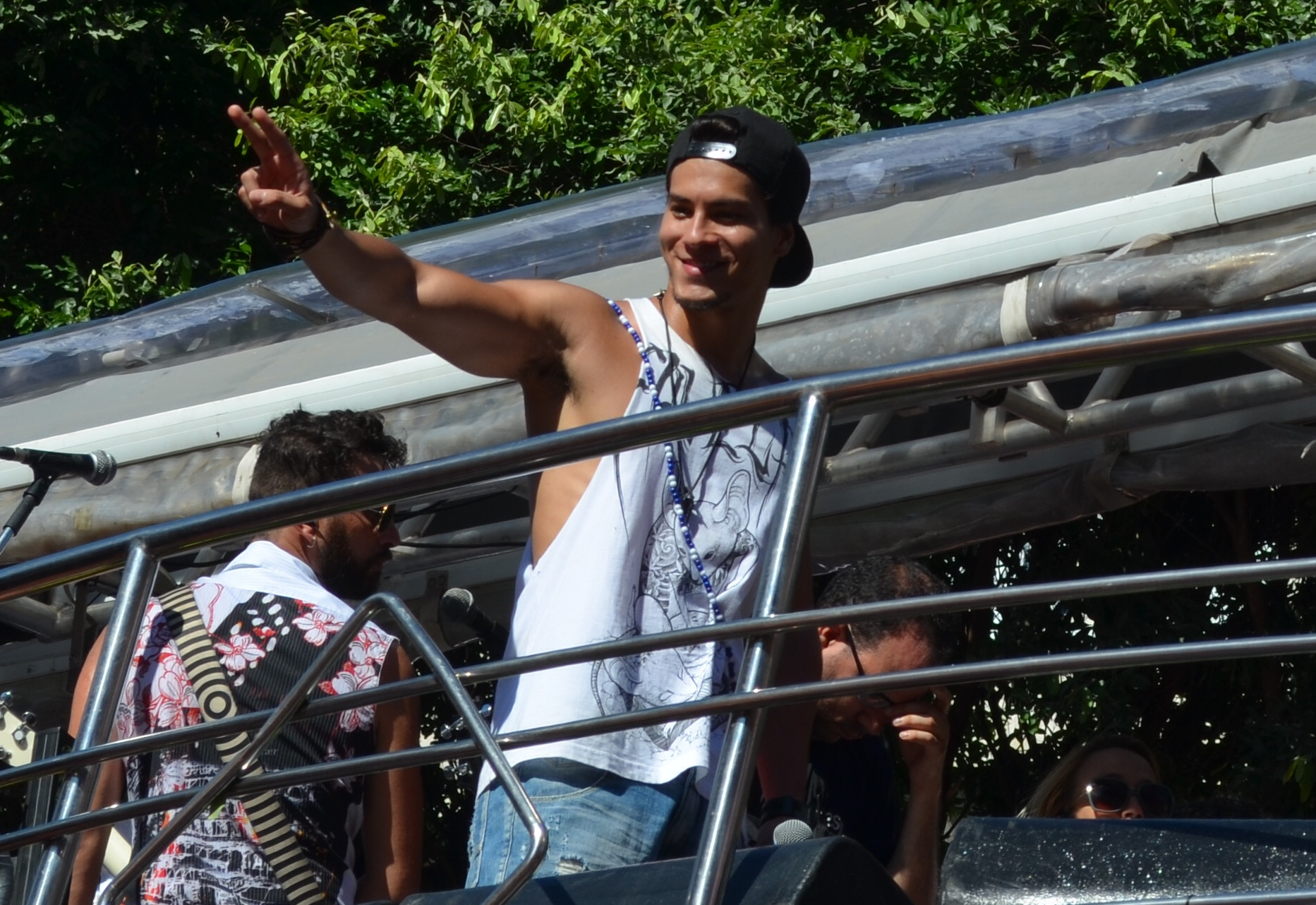
Arthur Aguiar em março de 2014

Durante o carnaval do mesmo ano, começou a fazer alguns shows importantes, como as parcerias no trio elétrico da cantora Claudia Leitte e do cantor Tomate, e ainda apresentações para uma plateia VIP, com vários cantores e artistas, no camarote da empresa Brahma, abrindo os shows da Claudia Leitte. No dia 22 de fevereiro, fez sua primeira apresentação da carreira solo num evento que a TV Globo promoveu, o Jovens Tardes, onde lançou sua música da trabalho, “Vou Te Dizer”, outras canções que vão compor seu EP, e ainda releituras de músicas consagradas, como “Mulher”, de Projota, "Exagerado", “Bete Balanço” de Cazuza, entre outras, com uma pegada no seu estilo de show. Em julho de 2014, a TV Globo iniciou um novo formato da novela teen Malhação, com tecnologia de alta resolução em suas gravações, preparações mais específicas do elenco, com aulas de dança, canto, luta e interpretação. Como nas primeiras versões, a trama voltou a ser ambientada em uma academia de artes marciais e artes teatrais, dança e canto. Arthur que antes havia feito participações especiais em outras temporadas da trama, volta na 22ª temporada como o protagonista Duca, um jovem que tem o sonho e se dedica para se tornar um grande lutador de muay thai, e acredita que seu mestre Gael (Eriberto Leão), pode lhe preparar para isso. Como o título da novela, os personagens buscam por sonhos e estão determinados a conquistá-los. Escrita por Rosane Svartman e Paulo Halm, com direção de Luiz Henrique Rios e José Alvarenga Jr..  O elenco conta ainda com Isabella Santoni, Bruna Hamú, Maria Joana e artistas consagrados como Emanuelle Araújo, Leo Jaime, Patrícia França, Daniele Suzuki entre outros. Ainda em 2014, no mês de outubro Aguiar foi convidado especial do espetáculo Deu Branco - Cenas Improvisadas, na última sessão da peça em São Paulo. O ator participou como ele mesmo, e a peça, dos gêneros comédia e estilo stand-up, possui as cenas baseadas em jogos de improviso. Em dezembro de 2014, Arthur participou da vinheta de final de ano da emissora TV Globo, onde diversos artistas contratados comemoram a chegada do ano novo.
Já no início de 2015, foi convidado para cantar no programa Altas Horas em um especial da Jovem Guarda, o grande sucesso de Roberto Carlos, "É Proibido Fumar". Ainda em 2015, após o fim da 22ª temporada da novela Malhação, Arthur foi convidado para participar da 12ª temporada da Dança dos Famosos, que é um quadro exibido pelo Domingão do Faustão. O ator foi vice-campeão do talent show, perdendo o título para Viviane Araújo. Em 2016, Arthur atuou na novela das seis Êta Mundo Bom!, na qual interpretou o personagem Osório. Trabalhou também na gravação de seu primeiro disco solo. Em 2017 viveu Diego na novela O Outro Lado do Paraíso.
Em setembro de 2020, Arthur foi novamente contratado pela RecordTV para atuar na novela bíblica Gênesis, onde então interpretaria o personagem bíblico José do Egito. Pouco tempo depois, no começo de janeiro de 2021, quando as gravações da novela Gênesis já vinham ocorrendo e faltavam poucos dias para a exibição da novela da tela da Record, o contrato entre o ator e a emissora foi rescindido. Arthur usou as suas redes sociais para dizer que o contrato com a Record foi rescindido em comum acordo entre as duas partes. O ator Juliano Laham, que em 2020 foi um dos participantes da décima sétima temporada da Dança dos Famosos, acabou sendo escolhido pelos diretores da novela Gênesis para herdar o papel de Arthur Aguiar, interpretando então o personagem bíblico José do Egito.

### 2022–2024:Big Brother Brasile novossingles

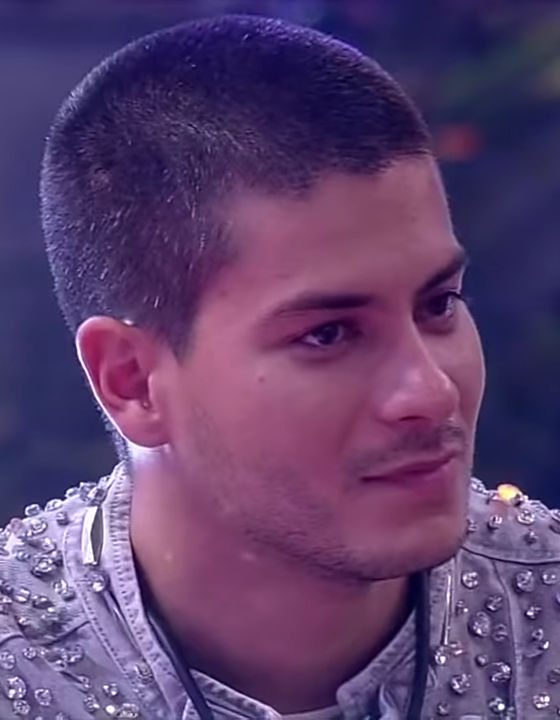
Arthur durante a final do Big Brother Brasil 22

Em 14 de janeiro de 2022, Arthur foi confirmado como um dos 20 participantes da vigésima segunda temporada do reality show Big Brother Brasil, da TV Globo. O primeiro membro do camarote anunciado, Arthur entrou na casa três dias depois do início do jogo, após ser diagnosticado com COVID-19 no pré-confinamento. A passagem do ator ficou marcada pela rivalidade com a influenciadora Jade Picon.
Em abril de 2022, o ator foi anunciado o vencedor. Com 751 milhões de votos, a votação foi a maior entre as finais de todas as edições e a segunda maior da história do programa.
Como deixou planejado antes de se confinar na casa do BBB, Arthur Aguiar lançou o segundo single da retomada da carreira musical enquanto permanecia como um dos participantes da temporada. O primeiro foi com Matheus & Kauan, em fevereiro de 2022. A faixa "Casa Revirada" chegou a tocar nas festas da casa, e a dupla sertaneja foi convocada para se apresentar na grande final do programa. Um mês depois, em março, o single "Fora da Casinha", em parceria com Matheus Fernandes, chegou ao mercado.

### 2024–presente: Saída da carreira artística e ida ao mundo dos negócios
Durante uma entrevista ao gshow do dia 29 de março de 2024, Aguiar anunciou que deixaria a carreira de ator, modelo e cantor para focar em investimentos próprios, fazendo parte de uma rede global de startup nos Estados Unidos, sendo CEO e fundador de algumas empresas, além de fazer parte de seis projetos como estrategista de planejamento. Em maio, revelou durante o podcast de Deborah Albuquerque que o verdadeiro motivo da pausa na carreira de cantor foi uma extensa e exaustiva rotina, além de revelar que recebeu convites para ir ao reality A Fazenda, mas recusou todos por motivos pessoais.
Em junho de 2025, Arthur anunciou a produção e apresentação de um reality show sobre marketing digital, intitulado Casa Aguiar.

## Vida pessoal
Em 2011, durante as gravações da novela Rebelde, começou a namorar a atriz Lua Blanco, seu par romântico na novela, o relacionamento chegou ao fim em 2012. No entanto, existem boatos que em 2014 tiveram um relacionamento escondido da rede nacional. Em 2012 teve um breve relacionamento com a atriz Alice Wegmann. Em outubro do mesmo ano, assumiu namoro com a atriz Giovanna Lancellotti; o relacionamento chegou ao fim em outubro de 2013, após um ano juntos. Entre 2015 e 2016, namorou a atriz Camila Mayrink e a modelo Solange Gomes.
Em julho de 2017, assumiu namoro com a coach e ex- Big Brother Brasil Maíra Cardi, casando-se com ela em dezembro do mesmo ano. Em outubro de 2018, nasceu Sophia, a primeira filha do casal. Em maio de 2020, Cardi anunciou o fim do relacionamento após descobrir mais de 50 atos de infidelidade conjugal por parte de Aguiar. Em 2021, eles decidiram reatar o relacionamento. Em outubro de 2022, ela anunciou através de suas redes sociais o fim do seu casamento com ele.
Em junho de 2023, assumiu namoro com a influenciadora Jheny Santucci. Em fevereiro de 2024, nasceu Gabriel, o primeiro filho do casal.

## Publicidade
Arthur também já fez comerciais publicitários. No ano de 2009 participou de um comercial político do Governo do Estado do Rio de Janeiro denominado Prestação de contas; em julho do mesmo ano, participou de um comercial para o SENAI Rio sobre o Sistema FIRJAN; em abril de 2010 fez o comercial da Sadia - "O 'S' Que Junta"; e em junho participou de um comercial para a construtora Gafisa. Já em 2011, ao lado dos colegas da banda Rebeldes, foi garoto propaganda da marca de cosméticos Asepxia.
Em fevereiro de 2014, Arthur fotografou para a Revista Ego, um ensaio no estilo street wear, onde vestiu um misto de marcas nacionais e internacionais. Já em março, o ator foi garoto propaganda da coleção de verão 2014 da Rimas Camisetas, uma marca nacional de vestuário masculino e feminino.

## Filantropia
Pelo menos desde 2011, Arthur participa de projetos de cunho social, apoiando a iniciativa da TF Teen, onde o ator e várias personalidades da RecordTV lutaram contra o bullying em algumas campanhas.
Já em 2012, ao lado do elenco da novela Rebelde, participou de uma campanha, promovida pela Força Jovem, na luta contra o crack, com uma caminhada em prol da causa. Apoiou o movimento Incentive o hábito da leitura, do projeto Educar Para Crescer do Grupo Abril, usando sua imagem para incentivar crianças e jovens ao hábito da leitura. No final do ano de 2012, fez um ensaio fotográfico em prol do Espaço Cultural Biarte, destinado à capacitação artística, como forma de incentivo ao surgimento de novos profissionais da arte.
Em dezembro do mesmo ano, Arthur, juntamente com o ator Rodrigo Simas e outros amigos, levaram conforto e alegria ao visitarem um hospital que cuidava de crianças com câncer.
No dia 22 de março, Arthur realizou uma palestra no Curso de TV e Teatro Marcelo Pires, lugar onde ele também deu seus primeiros passos na vida artística, e voltou para conversar com os alunos, sobre as responsabilidades, os compromissos, entre outros assuntos da arte de se tornar um ator. E para quem não era alunos, puderam assistir, doando 1 kg de alimentos não perecíveis, que foram entregues para crianças carentes.
Em agosto de 2014, aconteceu em 16 cidades do Brasil simultaneamente a Corrida e Caminhada da Esperança, onde os valores adquiridos foram revertidos ao projeto Criança Esperança, uma parceria da TV Globo e a UNESCO. Arthur foi um dos artistas da emissora que correu em prol da causa, participando deste evento solidário na cidade do Rio de Janeiro. Nesta mesma edição do projeto, artistas se revezaram no Mesão da Esperança para atender às ligações dos telespectadores e incentivar que mais pessoas doassem prol das crianças e jovens carentes de todo o país.
Neste mesmo ano, participou da campanha #pulsação_riocalifornia, onde todo o dinheiro arrecadado com a venda das pulseiras do projeto realizado pela marca Rio Califórnia, foram revertido para crianças carentes do Rio de Janeiro. Ainda em 2014, Aguiar demonstrou em uma rede social seu apoio à campanha Contra o câncer de pele - Proteja-se do Sol da empresa de cosméticos Dermage Brasil com e a Casa de Apoio à Criança com Câncer.

## Filmografia

### Televisão
| Ano  | Título                       | Personagem                    | Notas                         |
| ---- | ---------------------------- | ----------------------------- | ----------------------------- |
| 2009 | Malhação                     | Grafiteiro                    | Episódio: "2 de agosto"       |
| 2009 | Malhação ID                  | Rapaz na festa                | Episódio: "23 de novembro"    |
| 2009 | Cama de Gato                 | Lucas                         | Episódios: "30–31 de outubro" |
| 2010 | Tempos Modernos              | Aluno do conservatório        | Episódio: "8 de abril"        |
| 2010 | Bicicleta e Melancia         | Estevão                       |                               |
| 2011 | Rebelde                      | Diego Maldonado               |                               |
| 2012 | A Tragédia da Rua Das Flores | Victor                        | Especial de fim de ano        |
| 2013 | Dona Xepa                    | Édison Losano                 |                               |
| 2014 | Em Família                   | Virgílio Machado (jovem)      | Episódio: "3 de fevereiro"    |
| 2014 | Malhação Sonhos              | Carlos Eduardo Menezes (Duca) |                               |
| 2015 | Dança dos Famosos            | Participante (Vice-campeão)   | Temporada 12                  |
| 2015 | Não se Apega, Não            | Gustavo (Gu)                  |                               |
| 2016 | Êta Mundo Bom!               | Osório Dias                   |                               |
| 2016 | Vai que Cola                 | Formiga                       | Episódio: "Mercado Paralelo"  |
| 2017 | O Outro Lado do Paraíso      | Diego Barros Vasconcelos      |                               |
| 2018 | Malhação: Vidas Brasileiras  | Fábio Santos                  |                               |
| 2019 | Segunda Chamada              | Evandro                       | Episódio 6                    |
| 2021 | Super Dança dos Famosos      | Participante (15º lugar)      | Temporada 18                  |
| 2022 | Big Brother Brasil           | Participante (Vencedor)       | Temporada 22                  |
| 2023 | Pluft, O Fantasminha         | Sebastião                     |                               |

### Cinema
| Ano  | Título                         | Papel         |
| ---- | ------------------------------ | ------------- |
| 2010 | Ponto Final                    | Cadete        |
| 2010 | High School Musical: O Desafio | Arthur        |
| 2013 | Meu Malvado Favorito 2         | Antônio (voz) |
| 2015 | Não Se Apega, Não              | Gustavo (Gu)  |
| 2022 | Pluft, o Fantasminha           | Sebastião     |

### Internet
| Ano  | Título      | Notas        |
| ---- | ----------- | ------------ |
| 2016 | Chega Aí!   | Docu-série   |
| 2025 | Casa Aguiar | Reality show |

## Teatro
| Ano  | Título                            | Papel             |
| ---- | --------------------------------- | ----------------- |
| 2008 | A Pena e a Lei                    | Benedito/Pedro    |
| 2008 | Segredos de um Show Bar           | Cafetão/Cartola   |
| 2008 | Caminhando Pelo Passado           | Gaspar            |
| 2009 | Princesas no Faz de Conta         | Bruxo Malvino     |
| 2009 | Um Rio Chamado Machado            | Inácio/Enfermeiro |
| 2009 | Os Melhores Anos das Nossas Vidas | Arthur            |
| 2013 | Tudo Por Um Pop Star              | Participação      |
| 2014 | Deu Branco - Cenas Improvisadas   | Participação      |
| 2015 | A-traídos                         | Felipe            |

## Discografia

### Carreira solo

#### Álbuns de estúdio
| Álbum            | Detalhes |
| ---------------- | --- |
| O Que Te Faz Bem | - Lançamento: 26 de agosto de 2016 - Formatos: CD, download digital - Gravadora: Zeropontodois Entretenimento lltda. |

#### Extended Plays (EPs)
| Álbum       | Detalhes                                                         |
| ----------- | ---------------------------------------------------------------- |
| Eu Já Sabia | - Lançamento: 25 de janeiro de 2019 - Formatos: download digital |

Singles
| Ano  | Título                                      | Melhor posição | Álbum            |
| Ano  | Título                                      | BRA            | Álbum            |
| ---- | ------------------------------------------- | -------------- | ---------------- |
| 2016 | "A Flor"                                    | 94             | O Que Te Faz Bem |
| 2017 | "Vai na Fé" (feat. Levi Lima)               | [ 104 ]        | Apenas Single    |
| 2017 | "Covinha do Sorriso Dela" (feat. Tierry)    | [ 104 ]        | Apenas Single    |
| 2018 | "Maior Presente Que Deus Me Deu"            | [ 104 ]        | Apenas Single    |
| 2018 | "Minha Mina"                                | [ 104 ]        | Apenas Single    |
| 2021 | "Para de Brincar Comigo"                    | [ 104 ]        | Apenas Single    |
| 2022 | "Casa Revirada" (feat. Matheus e Kauan)     | [ 103 ]        | Apenas Single    |
| 2022 | "Fora da Casinha" (feat. Matheus Fernandes) | [ 103 ]        | Apenas Single    |
| 2022 | "Ninguém Se Apega"                          | [ 104 ]        | Apenas Single    |
| 2022 | "Feliz em Off"                              | [ 104 ]        | Apenas Single    |
| 2022 | "Anja & Malvada" (Ao Vivo)                  | [ 104 ]        | Apenas Single    |

## Prêmios e indicações
Como mérito e reconhecimento de sua carreira, Aguiar tem várias conquistas e indicações à premiações. Em 2011, vivendo o Diego em Rebelde, concorreu e levou o prêmio de Melhor Ator Nacional, Melhor Banda Nacional (com a banda Rebeldes) e Melhor Programa de TV (a novela Rebelde) na premiação promovida pela revista Capricho, o Capricho Awards. Ganhou também na categoria de Ator Revelação no Melhores do Ano do PopTevê.  Também como reflexo do sucesso que foi sua atuação como Diego Maldonado, no ano de 2012 Arthur foi indicado ao Prêmio Extra de TV como Ídolo Teen, mais uma vez ao Capricho Awards, dessa vez como Garoto Nacional e Melhor Banda Nacional (com a banda Rebeldes). Em 2013, concorreu ao Prêmio Extra de TV como Ídolo Teen e Melhor Ator pelo Troféu Imprensa e Troféu Internet, os dois últimos prêmios promovidos pelo canal SBT.
Já início do ano de 2014, Arthur Aguiar encontrou-se entre os finalistas doThe Shorty Awards nas categorias Singer, Music, Brazil, Celebrity e Best Twitter. Ainda em 2014, com a novela Malhação, Arthur foi indicado ao Capricho Awards como Melhor Ator Nacional e com seus colegas de elenco, venceram na categoria Programa de TV Nacional. No mesmo ano, foi indicado a Melhor Ator de Novela, como Édison, em Dona Xepa, pelo Prêmio Contigo! de TV.
| Ano  | Prêmio                     | Categoria               | Trabalho              | Resultado | Ref     |
| ---- | -------------------------- | ----------------------- | --------------------- | --------- | ------- |
| 2011 | Capricho Awards            | Melhor Ator Nacional    | Rebelde               | Venceu    | [ 107 ] |
| 2011 | Capricho Awards            | Cantor Nacional         | Ele mesmo             | Venceu    | [ 108 ] |
| 2011 | Melhores do Ano do PopTevê | Ator Revelação          | Rebelde               | Venceu    | [ 109 ] |
| 2012 | Prêmio Extra de TV         | Ídolo Teen              | Rebelde               | Indicado  | [ 110 ] |
| 2013 | Troféu Imprensa            | Melhor Ator             | Rebelde               | Indicado  | [ 111 ] |
| 2013 | Troféu Internet            | Melhor Ator             | Rebelde               | Indicado  | [ 111 ] |
| 2014 | The Shorty Awards          | Singer                  | Ele mesmo             | Indicado  | [ 106 ] |
| 2014 | The Shorty Awards          | Music                   | Ele mesmo             | Indicado  | [ 106 ] |
| 2014 | The Shorty Awards          | Brazil                  | Ele mesmo             | Indicado  | [ 106 ] |
| 2014 | The Shorty Awards          | Celebrity               | Ele mesmo             | Indicado  | [ 106 ] |
| 2014 | The Shorty Awards          | Best Twitter            | Ele mesmo             | Indicado  | [ 106 ] |
| 2014 | Prêmio Contigo! de TV      | Melhor Ator de Novela   | Dona Xepa             | Indicado  | [ 112 ] |
| 2014 | Capricho Awards            | Melhor Ator Nacional    | Malhação              | Indicado  | [ 113 ] |
| 2015 | Troféu Imprensa            | Melhor ator de novela   | Malhação              | Indicado  | [ 114 ] |
| 2015 | Troféu Internet            | Melhor ator de novela   | Malhação              | Indicado  | [ 114 ] |
| 2015 | Prêmio Jovem Brasileiro    | Melhor ator jovem       | Malhação              | Venceu    | [ 115 ] |
| 2022 | SEC Awards                 | Estrela em Reality Show | Big Brother Brasil 22 | Pendente  | [ 116 ] |